# Slanisko Dobré Pole
Slanisko Dobré Pole je přírodní rezervace na jižním okraji obce Dobré Pole v okrese Břeclav. Důvodem ochrany je zachování území slaniska s výskytem kriticky a silně ohrožených druhů slanomilných rostlin.